# Пуља (Арецо)
Пуља је насеље у Италији у округу Арецо, региону Тоскана.
Према процени из 2011. у насељу је живело 452 становника. Насеље се налази на надморској висини од 280 м.